# Institut d’études politiques
Die instituts d’études politiques (Abkürzung IEP; französisch für Institute für Politikstudien) sind eine Gruppe staatlicher Einrichtungen. Sie wurden im Laufe der Zeit nach dem Vorbild des ältesten, des Pariser IEP, gegründet und unterrichten in Politikwissenschaft, Soziologie, Fremdsprachen, Sport, Wirtschaftswissenschaften und Rechtswissenschaften.
Insgesamt gibt es zehn IEPs in Frankreich. In der Reihenfolge ihrer Gründung sind dies:
- 1872: IEP Paris, Grande école, dessen Grundstudium (erste zwei Jahre) man auch an voll integrierten Außenstellen absolvieren kann:
  - mit Schwerpunkt auf den deutschsprachigen Raum in Nancy
  - mit Schwerpunkt auf Osteuropa in Dijon
  - mit Schwerpunkt auf Lateinamerika in Poitiers
  - mit Schwerpunkt auf die arabische Welt und den Mittelmeerraum in Menton
  - mit Schwerpunkt auf Asien in Le Havre
  - mit Schwerpunkt auf Nordamerika in Reims

- 1945: Institut d’études politiques de Straßburg, Institut der Universität Robert Schuman
- 1948: Institut d’études politiques de Bordeaux, zugeordnet der Universität Montesquieu Bordeaux IV
- 1948: Institut d’études politiques de Grenoble, zugeordnet der Universität Pièrre Mendès-France
- 1948: Institut d’études politiques de Lyon, zugeordnet der Universität Lyon II
- 1948: Institut d’études politiques de Toulouse, zugeordnet der Universität Toulouse I
- 1956: Institut d’études politiques d’Aix-en-Provence, zugeordnet der Universität Paul Cézanne Aix-Marseille III
- 1991: Institut d’études politiques de Lille, zugeordnet der Universität Lille II
- 1991: Institut d’études politiques de Rennes, zugeordnet der Universität Rennes I
- 2013: Institut d’études politiques de Saint-Germain-en-Laye, zugeordnet der Universität Versailles

Einzig das IEP Paris ist eine eigenständige Hochschule, nach französischem Recht ein grand établissement. Das IEP Straßburg ist schlicht ein Teilinstitut der Universität Straßburg III (Robert Schuman), während die übrigen sieben zwar selbst juristische Personen des öffentlichen Rechts sind, aber immer einer Universität angeschlossen sind.
Außerdem gibt es in anderen französischsprachigen Regionen gleichnamige Einrichtungen, wie das institut d’études politiques in Algier.